# Hạng Thành
Hạng Thành (chữ Hán giản thể: 项城市, Hán Việt: Hạng Thành thị) là một thành phố cấp huyện của địa cấp thị Chu Khẩu, tỉnh Hà Nam, Cộng hòa Nhân dân Trung Hoa. Thành phố này có diện tích 1083 km2, dân số vào năm 2019 là 973,200 người. Thành phố Hạng Thành được chia ra thành các đơn vị hành chính gồm trấn và hương với tổng cộng 466 thôn hành chính.
Thành phố Hạng Thành được biết đến là nơi sinh của Hồng Hiến Hoàng Đế Viên Thế Khải. 